# Pfarrkirche Rubland

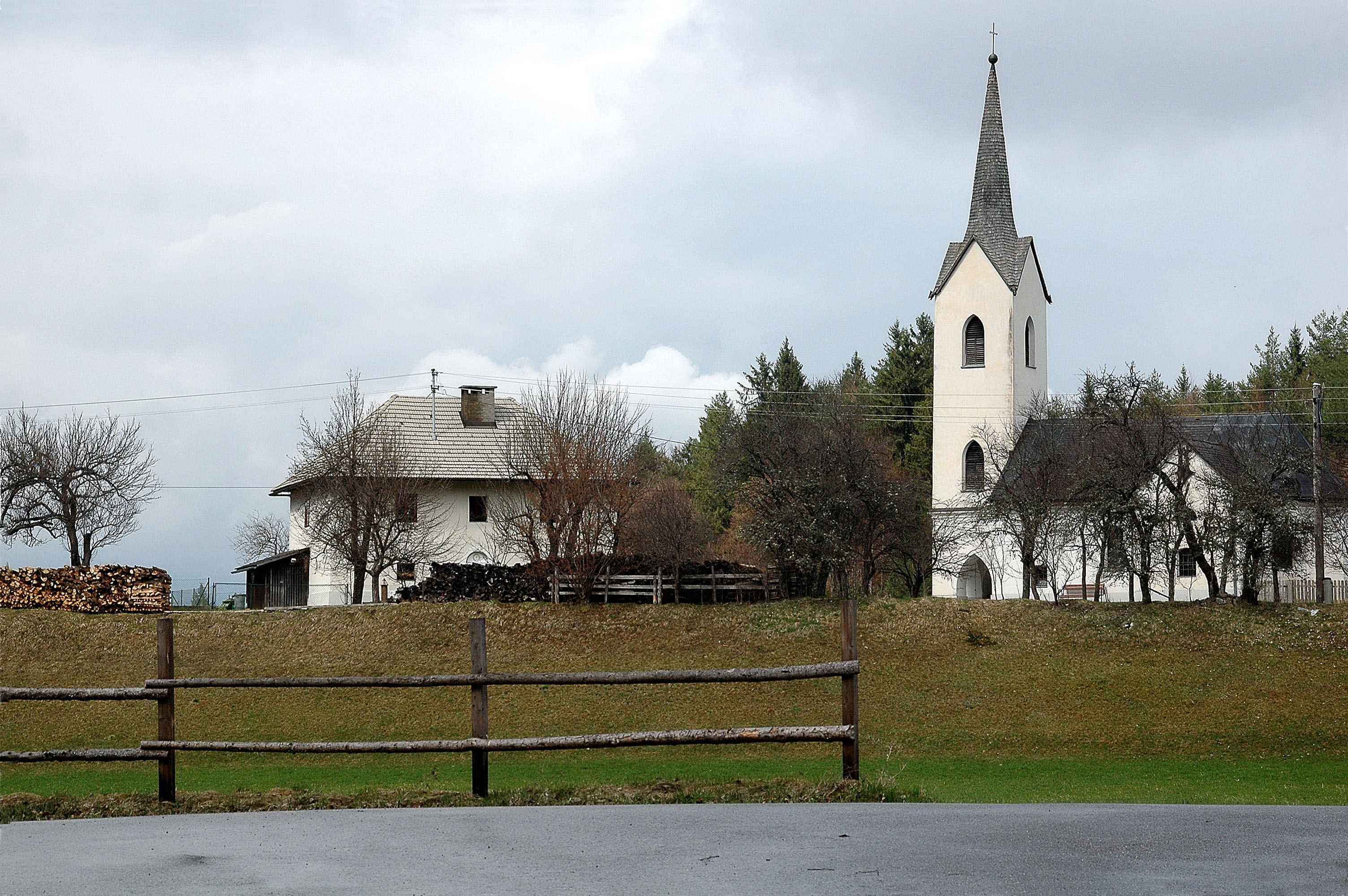
Katholische Pfarrkirche Hl. Dreifaltigkeit in Rubland

Die römisch-katholische Pfarrkirche Rubland steht in der Ortschaft Rubland der Marktgemeinde Paternion im Bezirk Villach-Land in Kärnten. Die dem Patrozinium Heilige Dreifaltigkeit unterstellte Kirche gehört zum Dekanat Spittal an der Drau in der Diözese Gurk-Klagenfurt. Die Kirche und der Friedhof stehen unter Denkmalschutz (Listeneintrag).

## Geschichte
Die Kirche wurde urkundlich vor 1736 und 1784 genannt.

## Architektur
Das Kirchenäußere zeigt eine kleine, spätbarocke Dorfkirche mit korbbogigen Fenstern am Langhaus und im Chor. Das Westportal hat einen geraden Sturz. Der ältere Westturm hat spitzbogige Schallfenster und trägt einen Spitzgiebelhelm. Südlich vom Chor steht ein Sakristeianbau.
Das Kircheninnere zeigt im Turmerdgeschoß eine kreuzgratgewölbte Vorhalle mit spitzbogigen Zugängen, der nördliche Zugang ist vermauert. Das Langhaus und der eingezogene, halbkreisförmige Chor haben eine einheitliche Flachdecke. Die Empore besteht aus Holz. Das Sakristeiportal hat einen geraden Sturz.
Die Wandmalereien zeigen an der Decke des Langhauses die Verklärung am Berg Tabor, gemalt von Konrad Campidell nach dem Vorbild des italienischen Renaissancemalers Raffael. Im Chor findet sich ein gemaltes Christuszeichen.

## Einrichtung
Die Einrichtung entstand im 19. Jahrhundert. Der Hochaltar mit Opfergangsportalen zeigt am Mittelbild Mariä Krönung. Der nördliche Seitenaltar mit einem Dreiecksgiebel auf kannelierten seitlichen Pilastern trägt die Figur Thronende Maria mit Kind aus dem 18. Jahrhundert. Die Kanzel entstand im 19. Jahrhundert.